# Дземенжиці
Дземенжиці (пол. Dziemięrzyce) — село в Польщі, у гміні Рацлавиці Меховського повіту Малопольського воєводства.
Населення — 192 особи (2011).
У 1975-1998 роках село належало до Келецького воєводства.

## Демографія
Демографічна структура станом на 31 березня 2011 року:
|          | Загалом | Допрацездатний вік | Працездатний вік | Постпрацездатний вік |
| -------- | ------- | ------------------ | ---------------- | -------------------- |
| Чоловіки | 91      | 21                 | 58               | 12                   |
| Жінки    | 101     | 17                 | 58               | 26                   |
| Разом    | 192     | 38                 | 116              | 38                   |